# Guadalmez
Guadalmez är en kommun i Spanien.   Den ligger i provinsen Provincia de Ciudad Real och regionen Kastilien-La Mancha, i den centrala delen av landet, 220 km sydväst om huvudstaden Madrid. Antalet invånare är 906.